# Grund (telek)
A grund német eredetű szó, amely közkeletűen beépítetlen, esetleg füves üres telket jelent.
A  telek azaz a grund szó jelenthette a jobbágytelket  vagy annak belső részét, vagy a falubeli lakhelyet is.

## A német szó jelentései
A grund jelentései
- földalap, föld, alapozás, fundamentum, telek, telektulajdon, lejtő, völgy alja, egy vízfolyás medre, tengerfenék, egy edény alja, feneke.
- <festészet> háttér, alapozás;
- <elvontan> kezdet, eredet, végső mélység; valaminek eszmei alapja; egy gondolat , egy kijelentés vagy cselekedet előfeltétele, érzelmi alap, kiváltó ok.

## Az angol szó jelentései
A grund jelentései
- alap, alapoz, alapozás, felszállást lehetetlenné tesz, föld, földel, földelés, földre dob, földre fektet, földre tesz, indíték, megfenekeltet, megfeneklik, ok, őrölt, talaj, terep, terület, tér, tengerfenék, zátonyra fut. Mint angol eredetű szó is telket, leggyakrabban üres telket jelent a magyar nyelvben.

## Foghíjtelek

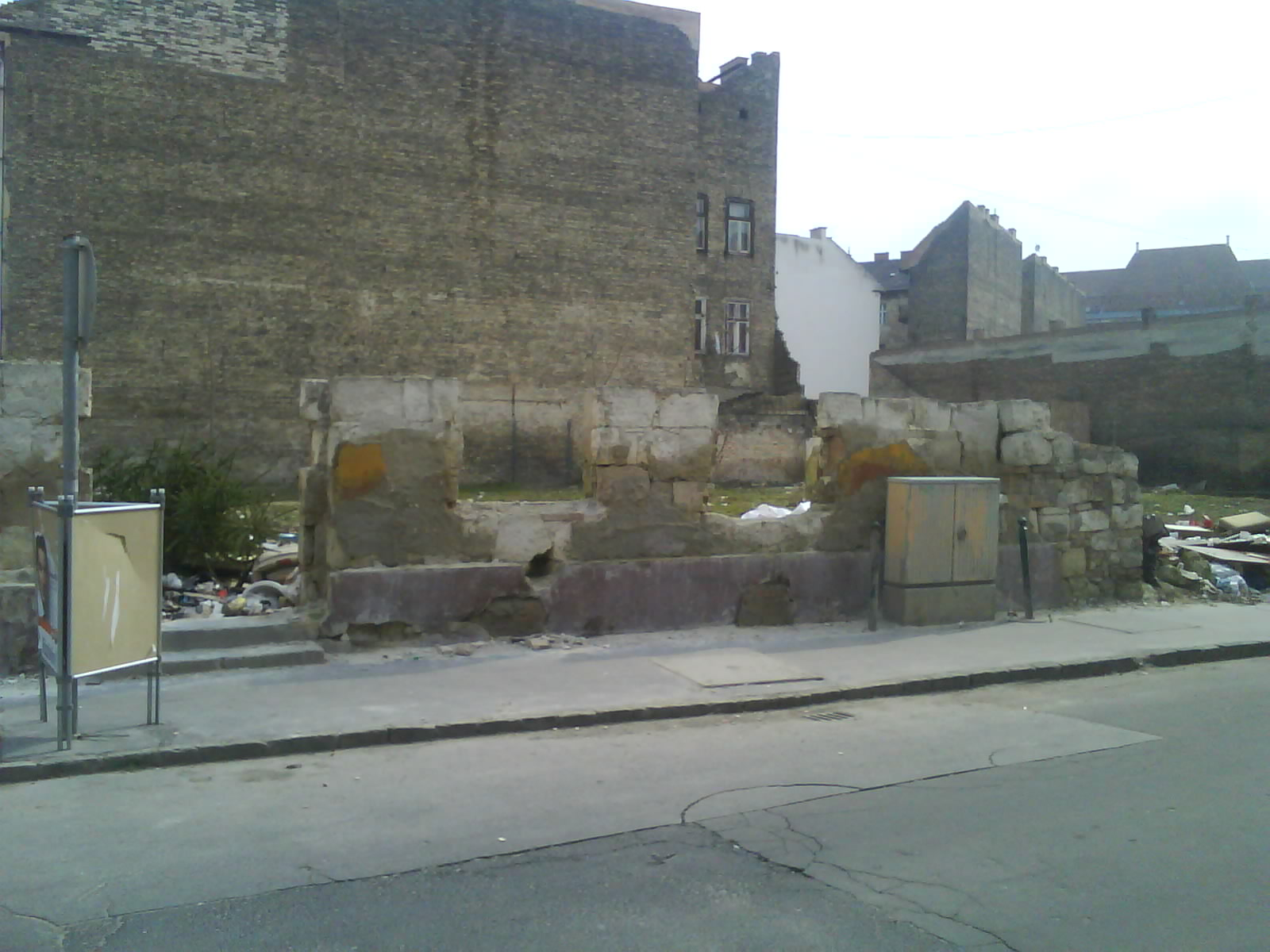
Illegális szemétlerakóként használt grund Budapesten

A grund egyik jellegzetes formája a foghíjtelek. A lakott területek beépítésekor annak időben közel azonossága eredményeként egybefüggő beépítések alakultak ki. Ritka volt az üres telek. A második világháború bombázásainak eredményeképpen sok épület megsemmisült. A romok eltakarítása után üres, beépítetlen telkek jöttek létre. Az építészekre hárult a feladat, hogy a környezetbe illeszkedő módon kerüljön beépítésre. Sok beépítés a mai napig nem valósult meg.
A foghíjtelkek számára a városokban korábban rendre valamilyen ideiglenes szerepkört találtak, amely nem rontotta a későbbi beépítés lehetőségeit. A Pál utcai fiúk című ifjúsági regény híres grundja fatelepként szolgált, de a grundokat gyakran használták a környékbeli fiatalok szabadidősport céljaira is, amelyből a napjainkig fennmaradt grundfoci kifejezés származik.
Napjaink városaiban a grundok már megváltozott szerepkörrel vannak jelen. A telkek tulajdonosai törekszenek arra, hogy az ingatlan pénzt termeljen, ezért a zsúfolt városközpontokban többnyire fizetős autóparkolókat hoznak létre rajtuk. Az elhanyagolt régi belvárosi foghíjtelkeken sokszor helyeznek el illegálisan hulladékot, építési törmeléket.

## Hatása a labdarúgásra
| „ | A magyar futballt a grundon felnőtt játékosok tehetsége és eredményessége tette világhírűvé. A grundon felnőtt gyermekekből lettek a labdarúgásunk nagy egyéniségei: Schlosser, Deák „Bamba”, Lázár „Tanár Úr”, Sárosi doktor, Cseh „Matyi”, Puskás Öcsi, Bozsik Cucu, Czibor „Rongylábú”, Farkas Jancsi, és még sorolni lehetne napestig ezeket a csodálatos játékosokat. Annak idején a grundnak különlegesen fontos szerepe volt. Nemcsak tanította a játékot, hanem a nevelt is. Győzelemre, a jó értelemben vett csibészségre, az idősebbek tiszteletére, egymás és a játék becsületére és valljuk be munkára. Mert sok családnál csak akkor mehetett le a gyerek játszani, ha az otthoni feladatát tisztességgel ellátta. A grund különleges „magyaros labdarúgó” kultúrát képviselt. Mondhatni abban az időben közép-európai kultúrát adott. Generációról, generációra öröklődtek az ismeretek, az „utcán fejlődtek, nevelődtek” a gyerekek. | ” |
| – | |   |

| „ | Mi pedig szeretnénk segíteni, hogy újra életre hívni ezt a temperamentumot. Megmozgatni a fásult, elkeseredett, megfáradt embereket, hogy újra megtapasztalhassák a gyermekkori játék élményét, a csapat szellemet és a győzelmek mámorító érzését. Ha te is részese akarsz lenni ennek és ha érzed már bizsergést a lábaidban, akkor nincs más dolgod csak látogass meg minket a Grundfoci honlapján. | ” |
| – | |   |